# فيليب ميستري
فيليب ميستري هو كاتب ومسؤول وسياسي فرنسي، ولد في 23 أغسطس 1927 في Talmont ‏ في فرنسا، وتوفي في 25 أبريل 2017 في Talmont-Saint-Hilaire ‏ في فرنسا. نشط حزبياً في الاتحاد من أجل الديمقراطية الفرنسية.

## مناصب
- انتخب Prefect of Loire-Atlantique ‏ بايي دو لا لوار (1976 – 1978).
- انتخب Prefect of Calvados  [لغات أخرى]‏ باس نورماندي (14 يونيو 1973 – 10 سبتمبر 1976).
- انتخب نائب فرنسي عن دائرة Vendée's 2nd constituency [الإنجليزية]‏ خلال فترته النيابية  [لغات أخرى]‏ (2 أبريل 1993 – 1 مايو 1993).
- انتخب نائب فرنسي عن دائرة Vendée's 2nd constituency [الإنجليزية]‏ خلال فترته النيابية  [لغات أخرى]‏ (23 يونيو 1988 – 1 أبريل 1993).
- انتخب نائب فرنسي عن دائرة  خلال فترته النيابية  [لغات أخرى]‏ (2 أبريل 1986 – 14 مايو 1988).
- انتخب عضو مجلس جهوي ‏.
- انتخب نائب فرنسي عن دائرة Vendée's 1st constituency [الإنجليزية]‏ خلال فترته النيابية  [لغات أخرى]‏ (2 يوليو 1981 – 1 أبريل 1986).